# Гасс (авокадо)
Гасс — сорт авокадо з темно-зеленою горбистою шкіркою. Вперше його виростив і почав продавати листоноша та садівник-любитель з Південної Каліфорнії Рудольф Гасс (Хасс), на чию честь його і названо.
Авокадо Гасса — плід великого розміру вагою від 200 до 300 грамів. Після дозрівання шкірка стає темно-багряно-чорною і під легким натиском прогинається. Готовий до поїдання плід стає біло-зеленим у середній частині внутрішньої частини плоду.
Завдяки своєму смаку, розміру, терміну придатності, високій врожайності, а в деяких районах — цілорічному збору, сорт Хасс є найпопулярнішим у продажу авокадо в усьому світі. У Сполучених Штатах на нього припадає понад 80 % врожаю авокадо, 95 % урожаю в Каліфорнії; це найбільш поширений сорт авокадо і в Новій Зеландії.

## Харчова цінність
Сире авокадо складається з 73 % води, 15 % жирів, 9 % вуглеводів і 2 % білків. Оскільки немає надійних джерел щодо вмісту поживних мікроелементів конкретно в сорті Хасс, використовуються дані Міністерства сільського господарства США для «комерційних сортів». 100-грамова еталонна кількість забезпечує 160 кілокалорій харчової енергії та багата (20 % добової норми чи більше) декількома вітамінами групи B і вітаміном K, з помірним вмістом (10-19 % добової норми) вітаміну С, вітаміну Е та калію (дані про поживні речовини від USDA). Авокадо Хасс містить фітостероли та каротиноїди, у тому числі лютеїн і зеаксантин.
Авокадо містить різноманітні жири. Для звичайного авокадо:
- Близько 75 % енергії авокадо надходить з жирів, більша частина якого (67 % від загальної кількості жирів) — це мононенасичені жири, такі як олеїнова кислота.[5]
- Інші переважаючі жири включають пальмітинову кислоту та лінолеву кислоту.[5]
- Вміст насичених жирів становить 14 % від загальної кількості жирів.[5]
- Типовий загальний склад жиру становить приблизно: 1 % ω-3, 14 % ω-6, 71 % ω-9 (65 % олеїнової і 6 % пальмітолеїнової) і 14 % насичених жирів (пальмітинова кислота).[5]